# Adrien Deghelt
Adrien Deghelt (ur. 10 maja 1985) – belgijski lekkoatleta specjalizujący się w biegach przez płotki.
Na początku kariery odpadł w eliminacjach mistrzostw Europy juniorów w Tampere (2003). Cztery lata później został młodzieżowym wicemistrzem Starego Kontynentu. Bez powodzenia startował w mistrzostwach świata w Osace (2007), halowych mistrzostw globu w Walencji (2008), czempionatu świata w Berlinie (2009) oraz halowych mistrzostw świata w Katarze (2010). Największy sukces w dotychczasowej karierze odniósł w marcu 2011 zdobywając brąz halowych mistrzostw Starego Kontynentu. Medalista mistrzostw Belgii oraz reprezentant kraju w pucharze Europy i drużynowym czempionacie Europy.
Rekordy życiowe: bieg na 60 metrów przez płotki (hala) – 7,57 (4 marca 2011, Paryż); bieg na 110 metrów przez płotki (stadion) – 13,42 (8 sierpnia 2012, Londyn).

## Osiągnięcia
| Rok  | Impreza                        | Miejsce   | Konkurencja                | Lokata     | Wynik |
| ---- | ------------------------------ | --------- | -------------------------- | ---------- | ----- |
| 2003 | Mistrzostwa Europy juniorów    | Tampere   | bieg na 110 m przez płotki | eliminacje | 14,62 |
| 2007 | Superliga pucharu Europy       | Monachium | bieg na 110 m przez płotki | 6. miejsce | 13,67 |
| 2007 | Młodzieżowe mistrzostwa Europy | Debreczyn | bieg na 110 m przez płotki | 2. miejsce | 13,59 |
| 2007 | Mistrzostwa świata             | Osaka     | bieg na 110 m przez płotki | półfinał   | 13,70 |
| 2008 | Halowe mistrzostwa świata      | Walencja  | bieg na 60 m przez płotki  | półfinał   | 7,69  |
| 2008 | I liga pucharu Europy          | Leiria    | bieg na 110 m przez płotki | 4. miejsce | 13,73 |
| 2009 | Mistrzostwa świata wojska      | Sofia     | bieg na 110 m przez płotki | 6. miejsce | 13,95 |
| 2009 | Mistrzostwa świata             | Berlin    | bieg na 110 m przez płotki | eliminacje | 13,78 |
| 2010 | Halowe mistrzostwa świata      | Doha      | bieg na 60 m przez płotki  | półfinał   | 7,83  |
| 2011 | Halowe mistrzostwa Europy      | Paryż     | bieg na 60 m przez płotki  | 3. miejsce | 7,57  |
| 2012 | Igrzyska olimpijskie           | Londyn    | bieg na 110 m przez płotki | półfinał   | 13,42 |
| 2014 | Mistrzostwa Europy             | Zurych    | bieg na 110 m przez płotki | eliminacje | 14,33 |